# 九太科技
九太科技股份有限公司由沈會承於1997年成立，從事公播與有線電視相關事業，2001年取得行政院新聞局核發第一張「有線廣播音樂頻道」執照增設「九太有線音樂頻道」。